# Aigles de la tornade
Les Aigles de la tornade ou Aigles du tourbillon (arabe : نسور الزوبعة , Nusour al Zawba'a) sont la branche armée du Parti social nationaliste syrien. Forts d'environ 6 000 à 8 000 hommes, ils ont participé à de nombreuses batailles et opérations tout au long de la guerre civile syrienne en combattant aux côtés de l'armée arabe syrienne et de ses alliés et en participant à diverses opérations militaires. Au niveau confessionnel, les Aigles sont laïcs, mais un grand nombre d'entre eux sont chrétiens.
Après l'escalade de la crise en Syrie en un conflit armé et plus tard en une guerre civile à grande échelle, les Aigles se sont largement développés et leurs combattants ont été principalement déployés dans les gouvernorats de Homs et de Damas et auraient été la force militaire la plus redoutable autre que l'Armée arabe syrienne à Suweida.
Leurs opérations militaires les plus notables sont leur participation aux batailles de Sadad , Ma'loula et al-Qaryatayn , entre autres. Les responsables du parti affirment que ses membres ont augmenté "par milliers" depuis le début de la guerre en raison de sa prétendue "réputation de force combattante efficace en Syrie".
En novembre 2019, les autorités baasistes syriennes ont lancé une opération d'intégration des milices armées du PSNS dans l'Armée arabe syrienne à travers le pays et ont démantelé les Aigles.
Au Liban, les Aigles, principalement composés de chrétiens orthodoxes et de musulmans chiites sont actifs depuis la Guerre du Liban en intégrant le Front national libanais de la résistance avec l'appui des Forces armées syriennes, qui combattaient les Forces libanaises et les milices maronites alliées d'Israël. Ils ont récemment participé aux affrontements frontaliers contre l'armée israélienne de 2023-2024 aux côtés du Hezbollah, avec lequel ils ont une histoire de coopération armée depuis les années 1990 contre l'Armée israélienne.

## Idéologie
Les aigles sont le bras armé du PSNS et partagent donc les mêmes idéologies et objectifs. L'idéologie centrale du PSNS est le nationalisme syrien et la croyance dans le concept d'une « Grande Syrie » ou « Syrie naturelle » qui s'étend de la chaîne du Taurus au nord de la Syrie jusqu'au canal de Suez en Égypte, englobant ainsi les frontières modernes de la Syrie, du Liban, de l'Irak, du Koweït, de la Jordanie, de la Palestine, d'Israël et certaines parties de l'Égypte, de la Turquie et de l'Iran.
Les Aigles sont antisionistes car, suivant l'idéologie du pansyrianisme, considèrent la Palestine comme faisant partie de la Grande Syrie naturelle.
Allié au parti Baas syrien malgré des divergences idéologiques, le PSNS et sa branche armée ont soutenu le gouvernement baasiste syrien lors de la guerre civile libanaise, l'occupation syrienne du Liban puis la guerre civile syrienne.

## Histoire

### Création du Liban
Les aigles sont formés au Liban en 1975, au début de la guerre civile libanaise. Ils se spécialisent dans les actions de guérilla et dans le harcèlement des troupes ennemies. Ils ont formé une escouade alliée puis membre du Mouvement national libanais puis de son successeur, le Front national libanais de la résistance, qui regroupe les opposants au Front libanais. Au même moment, le PSNS était divisée s'est réunifié sous une direction commune basée à Beyrouth en 1978. Le PSNS-L a trouvé ses alliés naturels dans la guérilla palestinienne, principalement le Fatah et le FPLP, ainsi que dans ses anciens ennemis acharnés : les mouvements nationalistes arabes de gauche, le parti Baas syrien et les communistes.
Les Aigles se développent durant les années 1980 où ils attaquent et harcèlent tant les Forces libanaises que l'Armée israélienne, certains membres utilisent les attentats-suicides pour détruire des groupes des factions ennemies.
Après l'invasion israélienne du Liban en 1982 et le renouvellement ultérieur des forces de gauche, un certain nombre d'organisations de gauche se sont regroupées pour participer à la résistance à l'occupation israélienne. Aux côtés du Parti communiste libanais, de l’Organisation de l’action communiste au Liban et de certains petits groupes de gauche, le Parti social-nationaliste syrien a joué un rôle de premier plan à cet égard. L’une des étincelles les plus marquantes de la résistance a été l’assassinat de deux soldats israéliens au Wimpy Café, au milieu de la rue Hamra, à l’ouest de Beyrouth, par Khaled Alwan, membre du parti. La fête continue de célébrer cette date. Le FBI leur a reproché l'assassinat en 1982 de Bachir Gemayel, alors président libanais élu, qui était soutenu par les envahisseurs israéliens assiégeant Beyrouth.
En 1983, le PSNS rejoint le Front de salut national libanais aux côtés de la Brigade Marada, une milice chrétienne alliée de Damas. La même année, le parti rejoint le Front de résistance nationale libanaise, créé pour s'opposer à l'échec de l'accord du 17 mai avec Israël, signé par le frêre de Bachir Gemayel, Amine Gemayel. Certains membres du parti étaient prêts à sacrifier leur vie en participant à des attentats-suicides contre Israël, le premier en 1985. L'une des membres du parti, Sanaa Muhaidli, membre des Aigles, âgée de seize ans, avait commis un attentat-suicide contre un poste de contrôle israélien au Liban, était considéré comme « un prédécesseur de tous les martyrs de la cause palestinienne. »
Au sein du Front national libanais de la résistance, les Aigles participent aux côtés du Hezbollah dans la guerre contre l'Armée israélienne et ses collaborateurs de l'Armée du Sud-Liban, expliquant ainsi pourquoi les Aigles n'ont pas rendus les armes après la fin de la guerre civile libanaise, car participant à la guerre anti-israélienne du Sud-Liban entre 1991 et 2000.
En 2006, les Aigles participent, en collaboration avec le Hezbollah, à la guerre israélo-libanaise de 2006.

### En Syrie
En 2011, dans le contexte du Printemps arabe, une rébellion éclate en Syrie, amenant à la guerre civile syrienne. La branche syrienne des Aigles est formée en 2012 et appuie les forces loyalistes mais sont toutefois autonomes vis-à-vis des forces armées syriennes. Les Aigles syriens eux aussi combattent aux côtés du Hezbollah et des Forces armées syriennes contre divers groupes rebelles et djihadistes, notamment pendant la bataille de Maaloula où la ville, habitée par des chrétiens (à l'instar de la plupart des Aigles de la tornade dont un grand nombre d'entre eux sont chrétiens), étaient tombés au mains d'insurgés islamistes sunnites du Front al-Nosra. Par la suite, les Aigles, en coopération avec le Hezbollah, participent à la Bataille de Zabadani appuyés par les Gardiens de la révolution iraniens. Ils prennent également par à la Bataille d'Alep, appuyé par les unités palestiniennes pro-Assad de la Liwa al-Quds, le Hezbollah, diverses milices chiites d'Irak et les Brigades du Baas, qui se soldera par une victoire décisive de la République arabe syrienne contre l'EIIL et les rebelles.
En 2019, le gouvernement baasiste syrien décide d'intégrer les Aigles de la tornade au sein de l'Armée arabe syrienne.

### Affrontements israélo-libanais de 2023-2024
La branche libanaise des Aigles de la tornades participent à la guerre en cours à la frontière libanaise aux côtés du Hezbollah contre les forces israéliennes, à la suite de la guerre à Gaza.

## Membres célèbres

### Liban
- Mohammed Salim (1951-1985), commandant militaire des Aigles libanais de 1980 à 1985.
- Sana Khyadali (1968-1985), première femme aillant eu recours à un attentat-suicide.
- Habib Chartouni (1958-), assassin de Bachir Gemayel.
- Nabil Al-Alam (?-), complice de Chartouni, assassin de Bachir Gemayel.
- Khaled Alwan (1963-1984), exécutant de l'« Opération Wimpy ».